# هریپور
هریپور (به لاتین: Haripur) یک منطقهٔ مسکونی در بنگلادش است که در ناحیه تاکورگان واقع شده‌است. هریپور ۲۰۱٫۰۶ کیلومتر مربع مساحت و ۱٬۲۱۴٬۳۷۶ نفر جمعیت دارد.